# Charles Ackerly
Charles Edwin "Charley" Ackerly (Cuba, Nova York, 3 de gener de 1898 - Clearwater, Florida, 16 d'agost de 1982) va ser un lluitador estatunidenc, especialista en lluita lliure, que va competir a començaments del segle xx.
El 1920 va prendre part en els Jocs Olímpics d'Anvers, on va guanyar la medalla d'or en la competició del pes ploma del programa de lluita lliure.